# Benešovice (Brloh)
Benešovice (německy Benedikt) je malá vesnice, část obce Brloh v okrese Pardubice. Nachází se asi 1 km na severovýchod od Brlohu. Benešovice leží v katastrálním území Benešovice u Přelouče o rozloze 1,86 km2.

## Historie
První písemná zmínka o vesnici pochází z roku 1318.
V letech 1850–1930 byla vesnice součástí obce Mokošín, v roce 1950 samostatnou obcí a od roku 1961 se stala součástí obce Brloh.